# Bester ausländischer Spieler der höchsten tschechischen Fußballliga
Die Ehrung Bester ausländischer Spieler der höchsten tschechischen Liga (derzeit tschechisch: Nejlepší cizinec Synot ligy) wird vom Onlineportal idnes.cz an den stärksten nicht-tschechischen Fußballspieler der tschechischen Synot Liga verliehen. Die Nutzer können dabei aus einer redaktionellen Vorauswahl wählen. Die Auszeichnung wurde 1998/99 vom Sportmagazin Gól ins Leben gerufen und 2010 von idnes.cz übernommen.
Die ersten beiden Jahre gewann der argentinische Stürmer Leandro Lazzaro Liuni vom FC Slovan Liberec, der bisher auch der einzige war, der seinen Titel verteidigen konnte. Insgesamt sieben Mal standen slowakische Spieler auf dem ersten Platz, die in Tschechien offiziell zwar Ausländer sind, im Profifußball wegen der gemeinsamen Vergangenheit in der Tschechoslowakei und der kulturellen, sowie sprachlichen Nähe oftmals nicht als solche wahrgenommen werden.

## Bisherige Titelträger
| Saison    | Sieger                  | Verein(e)                    |
| --------- | ----------------------- | ---------------------------- |
| 1998/99   | Leandro Lazzaro Liuni   | FC Slovan Liberec            |
| 1999/2000 | Leandro Lazzaro Liuni   | FC Slovan Liberec            |
| 2000/01   | Kennedy Chihuri         | FK Viktoria Žižkov           |
| 2001/02   | Kamil Čontofalský       | Bohemians Prag               |
| 2002/03   | Evandro Adauto da Silva | Slavia Prag                  |
| 2003/04   | Lubomír Reiter          | SK Sigma Olomouc             |
| 2004/05   | Karol Kisel             | FC Slovan Liberec            |
| 2005/06   | Dušan Švento            | Slavia Prag                  |
| 2006/07   | Edin Džeko              | FK Teplice                   |
| 2007/08   | Goce Toleski            | FK SIAD Most und Slavia Prag |
| 2008/09   | Andrej Kerić            | FC Slovan Liberec            |
| 2009/10   | Wilfried Bony           | Sparta Prag                  |
| 2010/11   | Léonard Kweuke          | Sparta Prag                  |
| 2011/12   | Marek Bakoš             | Viktoria Pilsen              |
| 2012/13   | Karol Kisel             | Slavia Prag                  |
| 2013/14   | Costa Nhamoinesu        | Sparta Prag                  |
| 2014/15   | Matúš Kozáčik           | Viktoria Pilsen              |